# Nationaal park Banff
Nationaal park Banff is een nationaal park van Canada gelegen in het zuidwesten van Alberta en is onderdeel van de Rocky Mountains. Het beslaat een gebied van zo'n 6.641 km² en omvat onder meer de plaatsjes Banff en Lake Louise.
Banff was het eerste nationale park van Canada, opgericht in 1885, en heette oorspronkelijk Rocky Mountain Park. Het park werd later uitgebreid en hernoemd naar het gelijknamige treinstation aan de Canadian Pacific Railway. In 1984 werd Banff, samen met andere parken in de Canadese Rockies, opgenomen op de Werelderfgoedlijst. Banff National Park trekt jaarlijks circa 4 miljoen bezoekers. Ten zuiden van dit park ligt Waterton Lakes National Park. Minder bezocht, maar met aansluitend het Amerikaanse Glacier National Park ook zeer ongerept.
Er liggen verschillende gletsjers, bergen en rivieren in dit park, waaronder die van het Columbia-ijsveld. Om bij de meeste bezienswaardigheden te komen is er de Icefields Parkway (Highway 93) van 230 km (143 miles) van Lake Louise in het Nationaal park Banff naar Jasper.

## Bergen
Bergen in het nationaal park zijn onder andere:
- Andromeda (3.450 m)
- Castleguard (3.090 m)
- Crowfoot Mountain (3.055 m)
- Mount Whyte (2.983 m)
- Pilot Mountain (2.935 m)

## Video
- Uitzicht vanuit de stoeltjeslift naar Sulphur Mountain

## Afbeeldingen

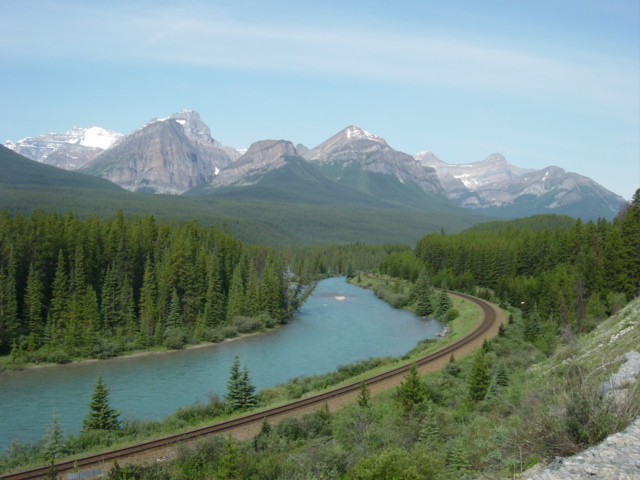
Nationaal park Banff
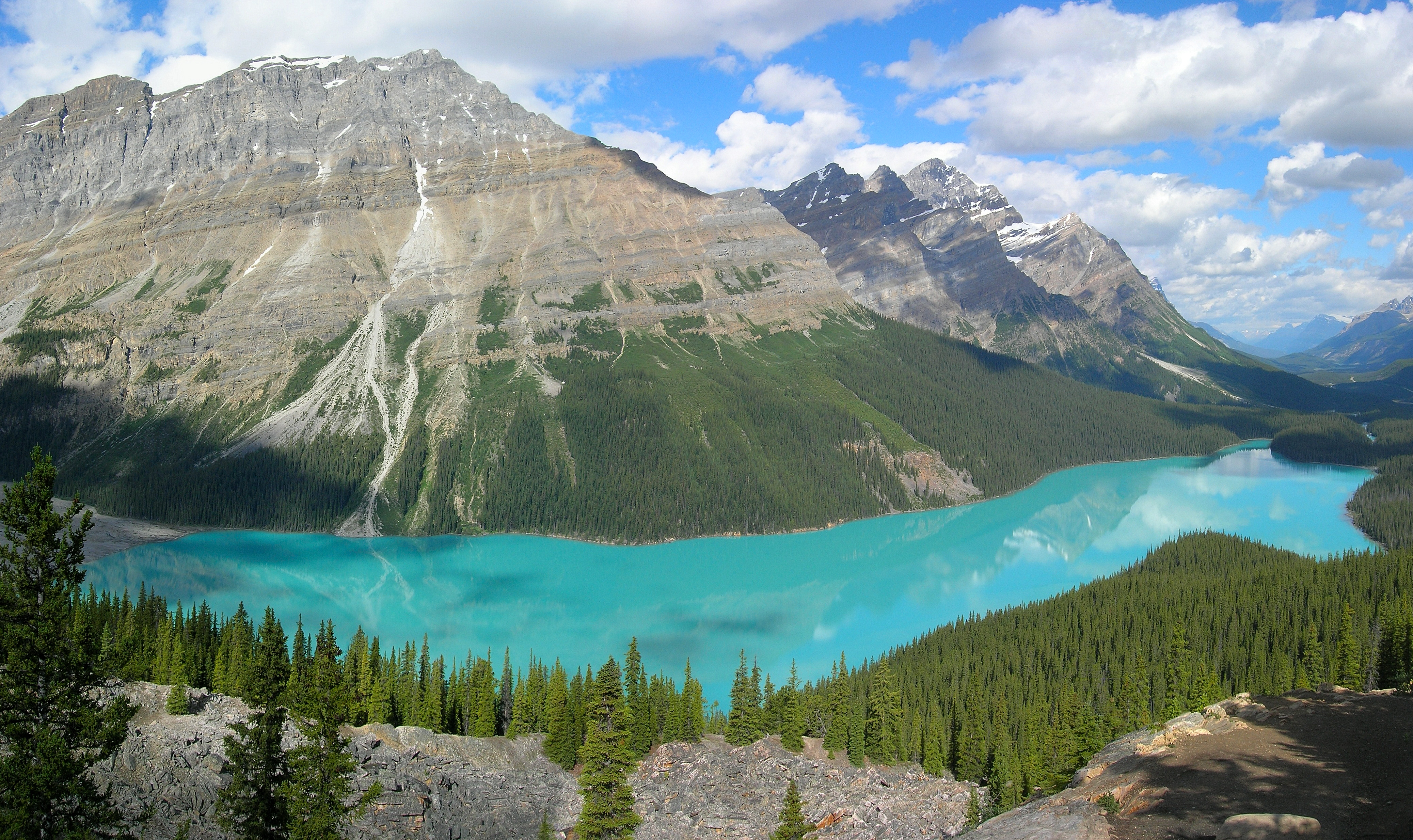
Peytomeer
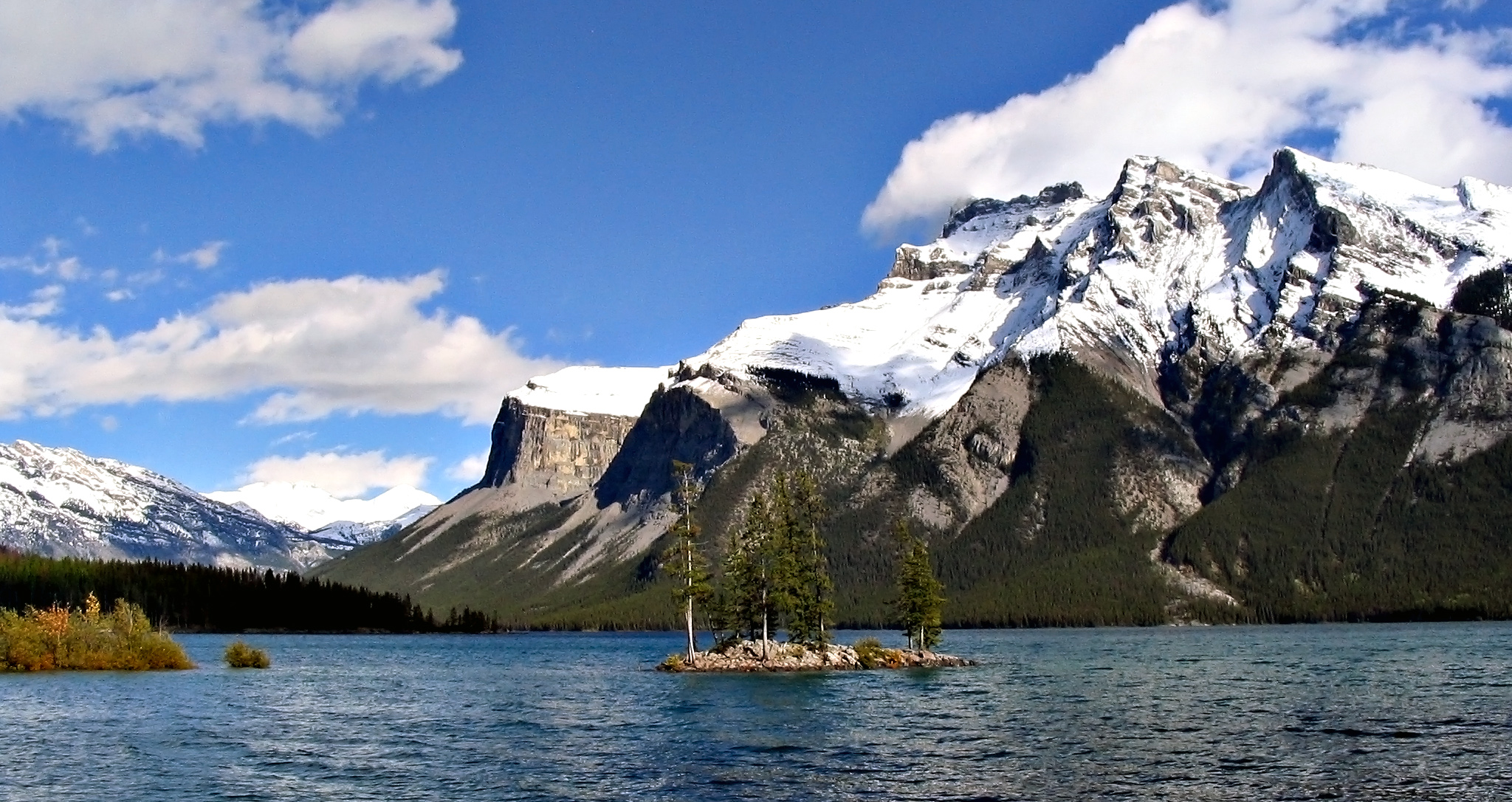
Minnewankameer